# Tena (canton)
Pour les articles homonymes, voir Tena.
Tena est un canton d'Équateur situé dans la province de Napo.